# Baçentei csata
A baçentei csata 1542. február 2-án vívott csata Észak-Abesszíniában, a tigrék földjén, a portugálok és a muzulmán adaliak törököktől is támogatott serege között.
A portugálok még 1541-ben szálltak partra Cristovão da Gama vezetésével, 400 muskétással, hogy megsegítsék Galavdevosz etióp uralkodót, akit az adali szultán Ahmed Grán török segítséggel megtámadott. Portugália 1538 óta hadban állt az Oszmán Birodalommal, Grán szolgálatába már eddig is több ezer muskétával felfegyverzett török szegődött, sőt számos arab és albán muskétás is szolgált seregében, amely ágyúkkal volt ellátva.
A portugálok győzelmet arattak közel négyszeres túlerőben levő török-adali sereg felett, amely államonyát gyakorlatilag teljesen elvesztette. Néhány hónappal az első győztes csata után a portugálok még egyszer megverik Jarténél a törököket.